# Caballero negro (teoría conspirativa)
La teoría conspirativa del caballero negro (Black Knight satellite en inglés) afirma que una nave espacial de origen extraterrestre se encuentra en la órbita casi polar de la Tierra y que la NASA está encubriendo su existencia y origen. 
Una foto tomada durante la misión STS-88 que algunos afirman que muestra el caballero negro está catalogada por la NASA como una foto de desechos espaciales,  y el periodista espacial James Oberg la considera como probables restos de una manta térmica que se confirmó que se perdió durante la misión, y denominada S025570 1998-067C por el NORAD.

## Historia
Según los partidarios de la teoría de conspiración del tema ufológico, el Caballero negro es un satélite alienígena que ha orbitado la Tierra durante 13000 años. Sin embargo, el objeto misterioso es probablemente una mezcla de varias historias desconectadas, según manifestó Martina Redpath, especialista de soporte del Planetario Armagh en Irlanda del Norte.
El Caballero negro es el resultado de una mezcla de historias sin relación alguna entre sí; reportes de observaciones científicas inusuales; autores promocionando ideas poco convencionales; satélites espías clasificados y personas dejando volar la imaginación al ver las fotos. Esos ingredientes se cortaron, se salpicaron y se mezclaron en Internet para convertirse en una poción mítica inconsistente y confusa.

### Señales de radio
El origen de la leyenda del Caballero negro es a menudo explicado como procedente de la escucha de radiofuentes naturales extraterrestres (púlsares) durante los experimentos de radio de 1899 de Nikola Tesla, y ecos con un alto retraso oídos por primera vez por un radioaficionado, Jorgen Hals, en Oslo, Noruega en 1928. De acuerdo al Daily Express, «los ruidos de 1899 y 1928 permanecen en el misterio, pero entre las posibles causas no se incluye a ningún satélite alienígena, de acuerdo a los científicos.»
En 1973, el escritor y astrónomo aficionado escocés Duncan Lunan analizó ecos de radio con gran retraso recibidos por Hals y otros, y especuló que podría tratarse de una sonda alienígena de 13000 años de antigüedad, situada cerca de la estrella Epsilon Bootis. Posteriormente, Lunan retiró sus conclusiones, admitiendo que cometió un «gran error» caracterizando sus métodos como «no científicos».

### Objetos en órbita
En 1954, los periódicos difundieron historias citando una declaración del investigador ufólógico Donald Keyhoe aclarando que la Fuerza Aérea de los Estados Unidos reportó dos satélites detectados en órbitas cercanas a la Tierra. En ese entonces, no existía tecnología para lanzar un satélite, sin embargo, los escépticos afirman que «Keyhoe había estado promocionando un libro de ufología en ese tiempo» y que las noticias habían sido escritas probablemente en un estilo irónico y que no tenían el propósito de ser tomadas en serio.
En febrero de 1960, la revista TIME reportó que la Armada de los Estados Unidos había detectado un objeto oscuro que se sospechaba que era un satélite espía en órbita de la Unión Soviética. No obstante, un artículo de seguimiento confirmó que el objeto era «los restos del satélite Discoverer VIII de la Fuerza Aérea que se extravió».
En 1963, el astronauta Gordon Cooper reportó un supuesto ovni durante su decimoquinta órbita en el Mercury 9 que fue confirmado por las estaciones de seguimiento. Sin embargo, los críticos dijeron que no había evidencia de lo que realmente pasó. Según el autor escéptico Brian Dunning, explicó:
La historia apareció en cada libro de ufología sobre el caso del Caballero negro, pero no hubo registro de la NASA de tal cosa, ni del personal de la estación de radio ni de cualquier fuente contemporánea. Es una moderna invención de escritores.

#### Análisis de la misión STS-88
La prueba más definitiva sobre la fotografía del satélite Caballero negro se obtuvo cuando se divulgó un vídeo sobre la misión STS-88. El periodista espacial Andrés de la Rosa aclaró que, lo más probable, era que el Caballero negro se trataba de una manta térmica que se desprendió durante una actividad extravehicular. Oberg explica que las características morfológicas de la manta térmica pudieron proporcionar la extraña apariencia del Caballero negro en la distancia.
En este vídeo se muestra que existen tres mantas térmicas que están levemente atadas a la espera de instalación, y que luego de la operación, una de las mantas se le escapó de las manos al astronauta Jerry L. Ross. La forma de la manta térmica es descrita como una «flor aplastada con pétalos cortados en cuadrado». Mientras la manta térmica flotaba en el espacio, dando tumbos, toma la forma del Caballero negro.
Durante el alejamiento de la manta térmica, ocurre el siguiente diálogo:

- Robert D. Cabana: «Jerry, una de las cubiertas térmicas se está alejando de ti.»
- Jerry L. Ross: «¿Cómo logró escaparse? Jim vio una correa [que lo ataba]. Te lo garantizo. ¿A dónde se fue?»
- Robert D. Cabana: «Está afuera de mi ventana. En el...»
- Jerry L. Ross: «¡No puedo creerlo!»
- James H. Newman: «Jerry, ¿de qué correa se desprendió? Necesito saber en cuál no confiar.»

Posteriormente, la manta térmica reingresó a la atmósfera terrestre quedando totalmente desintegrada por el calor.

## En la cultura popular
- En noviembre de 2015, Pepsi lanzó un vídeo promocional titulado «Caballero negro decodificado» que «imagina un rico relato ficticio sobre lo que algunos creen que es una entidad muy real, el satélite Caballero negro». El vídeo incluye las apariciones de David Oyelowo y Freida Pinto, con la producción de James Frey y música de Usher.[11]